# 斯拉夫科·格奧爾基耶夫斯基
斯拉夫科·格奥尔基耶夫斯基（Slavčo Georgievski）一般称作瑪基，1980年3月30日生于斯科普里，北馬其頓职业足球运动员，曾效力于塞浦路斯联赛球会Ethnikos Achna FC队。